# ساو ماونغ
ساو ماونغ (5 ديسمبر 1928–24 يوليو 1997) هو ضابط عسكري بورمي،شغل منصب رئيس مجلس الدولة لاستعادة القانون والنظام من 18 سبتمبر 1988،وذلك بعد إطاحته بمونغ مونغ،واستمر في المنصب حتى تم عزله من السلطة في 23 أبريل 1992،وذلك من قبل القادة العسكريين،كما شغل منصب رئيس الوزراء من 21 سبتمبر 1988 حتى 23 أبريل 1992،وقائدًا للقوات المسلحة من 4 نوفمبر 1985 حتى 23 أبريل 1992،وكان أول من حصل على رتبة كبير الجنرالات،حيث تحصل عليه في 1990.

## وفاته
توفي في 24 يوليو 1997،عن عمر يناهز 68 عامًا،وذلك بسبب نوبة قلبية.